# Plocosperma
Plocospermataceae là danh pháp khoa học của một họ trong bộ Hoa môi (Lamiales). Họ này chỉ chứa 1 chp cây bụi sinh sống tại khu vực Trung Mỹ. Các loài này có lá nhỏ, mọc đối. Hoa lớn, hình chuông với các bao phấn hướng ngoài, lắc lư. Quả nang chứa vài hạt. Hạt có túm lông ở một đầu.
Plocospermataceae từng được gộp trong bộ Long đởm (Gentianales) theo Takhtadjan (1997), có lẽ là do Plocosperma trước đây từng được cho là có quan hệ gần với họ Mã tiền (Loganiaceae).

## Các loài
- Plocosperma anomalum
- Plocosperma buxufolium
- Plocosperma macrophyllum
- Plocosperma microphyllum